# Unitat perifèrica d'Argòlida
L'Argòlida (en grec antic: Ἀργολίς) o també Argea (ἡ Ἀργεία), o simplement districte d'Argos, era el territori dominat per la ciutat d'Argos a l'antiga Grècia. Limitava amb Fliünt, Cleones i Corint al nord; Epidaure a l'est (separat per les muntanyes Aracnaon, amb la ciutat de Lessa a la frontera); el golf Argòlid i Cinúria al sud; i Arcàdia a l'oest (separat per les muntanyes Artemision). Els dos rius del districte eren l'riu Ínac (en) i l'Erasinos.
Actualment forma la unitat perifèrica d'Argòlida (en grec Νομός Αργολίδας), que fins a l'1 de gener del 2011 era una de les 51 prefectures de Grècia.
Inicialment la formaven diverses ciutats independents, les principals eren Micenes, uns 10 km al nord d'Argos, i Tirint (Tiryns) uns 8 km al sud-est, però a la guerra del Peloponnès ja apareix tot el districte sotmès per Argos.
Les ciutats del districte eren: 
- Micenes
- Cleones
- Ènoe
- Lircèon
- Òrnees
- Cèncrees
- Hísies
- Lerna
- Genèsion
- Tirea
- Temenion
- Tirint
- Nàuplia
- Àsine
- Trezè
- Midea
- Herèon (Temple d'Hera)[1]